# Amiowate
Amiowate, miękławkowate (Amiidae) – rodzina słodkowodnych ryb promieniopłetwych z rzędu amiokształtnych (Amiiformes).

## Występowanie
Najstarsze ślady kopalne ryb zaliczanych do tej rodziny pochodzą z późnej jury. Współcześnie zasiedlają wody słodkie Ameryki Północnej.

## Klasyfikacja
Jedynym rodzajem ryb współcześnie żyjących, zaliczanym do tej rodziny jest:
- Amia Linnaeus, 1758

Opisano również rodzaje wymarłe:
- Amiopsis Kner, 1863
- Calamopleurus Agassiz, 1841
- Cyclurus Agassiz, 1839
- Solnhofenamia Grande & Bemis, 1998
- Vidalamia White & Moy-Thomas, 1941

Grande i Bemis w 1998 roku wyodrębnili w obrębie Amiidae 4 podrodziny, ale ich klasyfikacja wymaga dalszych badań uwzględniających późniejsze odkrycia.